# Авганистан на Летњим олимпијским играма 1968.
Авганистан је учествовао на  Летњим олимпијским играма 1968. одржаним у Мексико Ситију од  12. до 27. октобра. Ово је било шесто учешће Анганистана на олимпијским играма.
Олимпијски комитет Авганистана послао је 5 мушких учесника који су се такмичили у  рвањеу слободним стилом. 
И после ових игара Авганистан је остао у групи земаља које нису освајале ниједну олимпијску медаљу.

## Резултати

### Рвање
Слободни стил
| Рвач               | Дисц.  | 1. коло                              | 2. коло                           | 3. коло              | 4. коло              | 5. коло              | 6. коло              | Финале               | Плас.  | Дет. |
| Рвач               | Дисц.  | Противник Резултат                   | Противник Резултат                | Противник Резултат   | Противник Резултат   | Противник Резултат   | Противник Резултат   | Финале               | Плас.  | Дет. |
| ------------------ | ------ | ------------------------------------ | --------------------------------- | -------------------- | -------------------- | -------------------- | -------------------- | -------------------- | ------ | ---- |
| Ахмад Дјан         | −57 кг | Сухбатар (MGL) · Поб 3: 1            | Талеби (IRI) · Пор 1,5: 6         | Није се квалификовао | Није се квалификовао | Није се квалификовао | Није се квалификовао | Није се квалификовао | 15/21  |      |
| Мохамед Ебрафими   | −63 кг | Тадејев (URS) · Поб. 3: 1            | Natsagdor (MGL) · Поб. 7: 5       | Карипидис (GRE) · НС | Није се квалификовао | Није се квалификовао | Није се квалификовао | Није се квалификовао | БП     |      |
| Ака-Јахан Акстадир | −70 кг | Пајак (POL) · Поб. 3: 1              | Бузаш (HUN) · Диск                | Није се квалификовао | Није се квалификовао | Није се квалификовао | Није се квалификовао | Није се квалификовао |        |      |
| Kayum Ayub         | −78 кг | Момени (IRI) · Поб 3,5: 0,5          | Хајнце (GDR) · Диск               | Није се квалификовао | Није се квалификовао | Није се квалификовао | Није се квалификовао | Није се квалификовао |        |      |
| Гупам Дастагир     | −90 кг | Graffigna (ARG) · Пор. туш 0,37 мин) | Гардзев (BUL) · Пор. туш 1,16 мин | Није се квалификовао | Није се квалификовао | Није се квалификовао | Није се квалификовао | Није се квалификовао | 19 /21 |      |